# Tạ Phước
Tạ Phước (1919-1977) là một nhạc sĩ, giáo sư và là vị hiệu trưởng đầu tiên của Nhạc viện Hà Nội.

## Tiểu sử
Ông tên thật là Tạ Văn Phước, sinh ngày 9 tháng 8 năm 1919 tại Thường Tín, Hà Tây. Ông bắt đầu hoạt động âm nhạc từ trước năm 1945 với những công việc sáng tác, giảng dạy và biểu diễn violon. Năm 1942, ông viết tác phẩm cho violon mang tên Ra khơi, một trong những tác phẩm khí nhạc đầu tiên của nền khí nhạc Việt Nam.
Ông tham gia cách mạng ngay sau khi Cách mạng tháng 8 thành công. Một số ca khúc trong những ngày đầu Cách mạng của ông được lưu hành rộng rãi, trong đó có bài Tận tâm báo quốc.
Năm 1956, ông cùng Lê Yên, Tô Vũ, Doãn Mẫn, Thái Thị Liên... là những người sáng lập nên Trường âm nhạc Việt Nam (nay là Học viện âm nhạc quốc gia Việt Nam). Ông là vị hiệu trưởng đầu tiên của trường (1956-1977) đồng thời cũng giảng dạy các môn Lý thuyết âm nhạc, Ký xướng âm. Nhiều thế hệ nhạc sĩ, nghệ sĩ trong đó có nhiều nhạc sĩ nổi tiếng từng là học trò của ông. Ông còn là Ủy viên Thường vụ Ban Chấp hành Hội Nhạc sĩ Việt Nam khoá I.
Hoà bình lập lại, ông viết một số ca khúc đã được xuất bản như Tiếng chim hoà bình, Hò đắp đường thống nhất, Sức mạnh chúng ta... và nhiều tác phẩm khí nhạc.
Gia đình ông đều theo nghiệp âm nhạc và là một gia đình nghệ sĩ nổi tiếng. Ông có bốn người con trai tất cả đều theo nghiệp đàn dây: Tạ Bôn, Tạ Tuấn, Tạ Đôn (violon), Tạ Huấn (cello). Tạ Bôn là giáo sư, nghệ sĩ nhân dân, con dâu ông là nhà giáo ưu tú, nghệ sĩ múa Kim Dung, hai con của Tạ Bôn là Tạ Tôn và Tạ Thùy Chi đều theo nghiệp violon và nghiệp múa.
Ông qua đời năm 1977, chỉ sau khi cháu nội Tạ Tôn ra đời được 12 ngày.